# NXT Deadline 2023
NXT Deadline 2023 (stilizzato DEADL1NE) è il quarantottesimo special event di NXT, prodotto dalla WWE. L'evento si è svolto il 9 dicembre 2023 alla Total Mortgage Arena di Bridgeport, Connecticut, ed è stato trasmesso in diretta su Peacock negli Stati Uniti e sul WWE Network nel resto del mondo.

## Storyline
Nella puntata di NXT del 7 novembre iniziarono i match di qualificazione all'iron survivor challenge valevole per determinare il primo sfidante all'NXT Championship; con Dijak che diventò il primo partecipante ufficiale dopo aver sconfitto Tyler Bate. La settimana successiva si qualificò Trick Williams, sconfiggendo Joey Coffey, mentre in quelle seguenti furono Josh Briggs e Bron Breakker ad ottenere la qualificazione dopo aver prevalso rispettivamente su Carmelo Hayes e Eddy Thorpe. Nella puntata di NXT del 5 dicembre, Bate vinse un last chance fatal four-way match che comprendeva anche Coffey, Hayes e Thorpe, divenendo l'ultimo qualificato per l'incontro di Deadline.
Nella puntata di NXT del 7 novembre incominciarono anche i match di qualificazione all'iron survivor challenge valevole per determinare la prima sfidante all'NXT Women's Championship; con Tiffany Stratton che diventò la prima partecipante ufficiale dopo aver battuto Fallon Henley. La settimana successiva si qualificò Lash Legend, sconfiggendo Roxanne Perez, mentre in quelle seguenti furono Blair Davenport e Kelani Jordan ad ottenere la qualificazione dopo aver rispettivamente sconfitto Thea Hail e Kiana James. Nella puntata di NXT del 5 dicembre, Henley vinse un last chance fatal four-way match che comprendeva anche Hail, James e Perez, divenendo l'ultima qualificata all'incontro di Deadline.
Nella puntata speciale NXT Halloween Havoc del 31 ottobre, Baron Corbin attaccò brutalmente Il'ja Dragunov dopo che questi difese con successo l'NXT Championship dall'assalto di Carmelo Hayes. Due settimane più tardi, Corbin e Dragunov ebbero un ulteriore scontro fisico, al termine del quale il campione accettò di mettere in palio il suo titolo contro lo stesso Corbin a Deadline.
Nella puntata speciale NXT Halloween Havoc del 31 ottobre, il rientrante Wes Lee attaccò alle spalle Dominik Mysterio dopo che quest'ultimo mantenne l'NXT North American Championship contro Nathan Frazer. Nell'episodio di NXT del 28 novembre, Lee trionfò in un fatal four-way match che comprendeva anche Bronson Reed, Cameron Grimes e Johnny Gargano, ottenendo così un incontro valevole per la cintura nordamericana di Mysterio a Deadline. La settimana successiva, Lee accusò tuttavia un serio infortunio alla schiena e fu dunque impossibilitato a combattere all'evento, venendo poi sostituito in corsa da Dragon Lee.
A completare la card dell'evento furono lo steel cage match fra Kiana James e Roxanne Perez, il match tra Carmelo Hayes e Lexis King e quello fra Axiom e Nathan Frazer nel kick-off dello show. 

## Risultati
| #        | Match | Stipulazioni                                                                     | Durata |
| -------- | --- | -------------------------------------------------------------------------------- | ------ |
| Pre-show | Axiom ha sconfitto Nathan Frazer                                                                              | Single match                                                                     | 10:50  |
| 1        | Dragon Lee ha sconfitto Dominik Mysterio (c)                                                                  | Single match per l'NXT North American Championship                               | 10:33  |
| 2        | Blair Davenport (3) ha sconfitto Lash Legend (2), Fallon Henley (1), Tiffany Stratton (1) e Kelani Jordan (0) | Iron survivor challenge per determinare la sfidante all'NXT Women's Championship | 25:00  |
| 3        | Carmelo Hayes ha sconfitto Lexis King                                                                         | Single match                                                                     | 11:12  |
| 4        | Trick Williams (4) ha sconfitto Bron Breakker (3), Dijak (3), Tyler Bate (3) e Josh Briggs (2)                | Iron survivor challenge per determinare lo sfidante all'NXT Championship         | 25:00  |
| 5        | Kiana James ha sconfitto Roxanne Perez                                                                        | Steel cage match                                                                 | 11:27  |
| 6        | Il'ja Dragunov (c) ha sconfitto Baron Corbin                                                                  | Single match per l'NXT Championship                                              | 20:55  |